# Зенон Михаилидис
непознато
Зенон Михаилидис (грч. Ζένων Μιχαιλήδης) је био грчки стрелац, учесник првих Олимпијских игара 1896. у Атини.
Михаилидис се такмичио у дисциплини гађања пушком сдободног избора. Његов резултат и пласман је непознат, осим да што се зна да није освојио медаљу.